# SOR NB 12
SOR NB 12 City je model městského nízkopodlažního autobusu, který byl vyráběn českou společností SOR Libchavy. Prototyp vznikl v roce 2006, sériová výroba probíhala v letech 2008–2022. Produkována byla i CNG verze (NBG 12), kloubová varianta má označení NB 18. Karoserie NB 12 byly využívány také pro výrobu trolejbusů SOR TNB 12 a Škoda 30Tr.

## Konstrukce
SOR NB 12 je prvním plně nízkopodlažním autobusem z produkce firmy SOR a koncepčně navazuje na svého částečně nízkopodlažního předchůdce SOR BN 12. Model NB 12 je dvounápravový, s ocelovou samonosnou karoserií. Autobus disponuje čtyřmi dvoukřídlými dveřmi, na přání zákazníka třemi nebo dvěma dveřmi. Karoserie vozu je svařena z ocelových profilů, zvenku je oplechovaná, zevnitř obložená plastovými deskami. Interiér vozu je v celé délce nízkopodlažní, podlaha se nachází ve výšce 360 mm nad vozovkou, nástupní prostory jsou ve výšce 325 mm, avšak většina sedaček je umístěna na vyvýšených částech podlahy. Kabina řidiče je uzavřená. Přední náprava s nezávislým zavěšením je vlastní výroby, zadní portálová náprava je značky Voith, u pozdějších vozů ZF. Hnací náprava je zadní, motor a převodovka se nachází v levém zadním rohu vozu. Vozy jsou vybaveny stojatým motorem Iveco Tector (pozdější vozy FPT Industrial Tector) a šestistupňovou automatickou převodovkou ZF.
Vyráběna byla rovněž i verze s pohonem na stlačený zemní plyn (CNG), která je označena jako SOR NBG 12. Tyto vozy jsou vybaveny motorem Iveco Cursor 8 CNG (pozdější vozy FPT Industrial Cursor) a čtyřmi tlakovými lahvemi pro plyn na střeše autobusu.

## Výroba a provoz

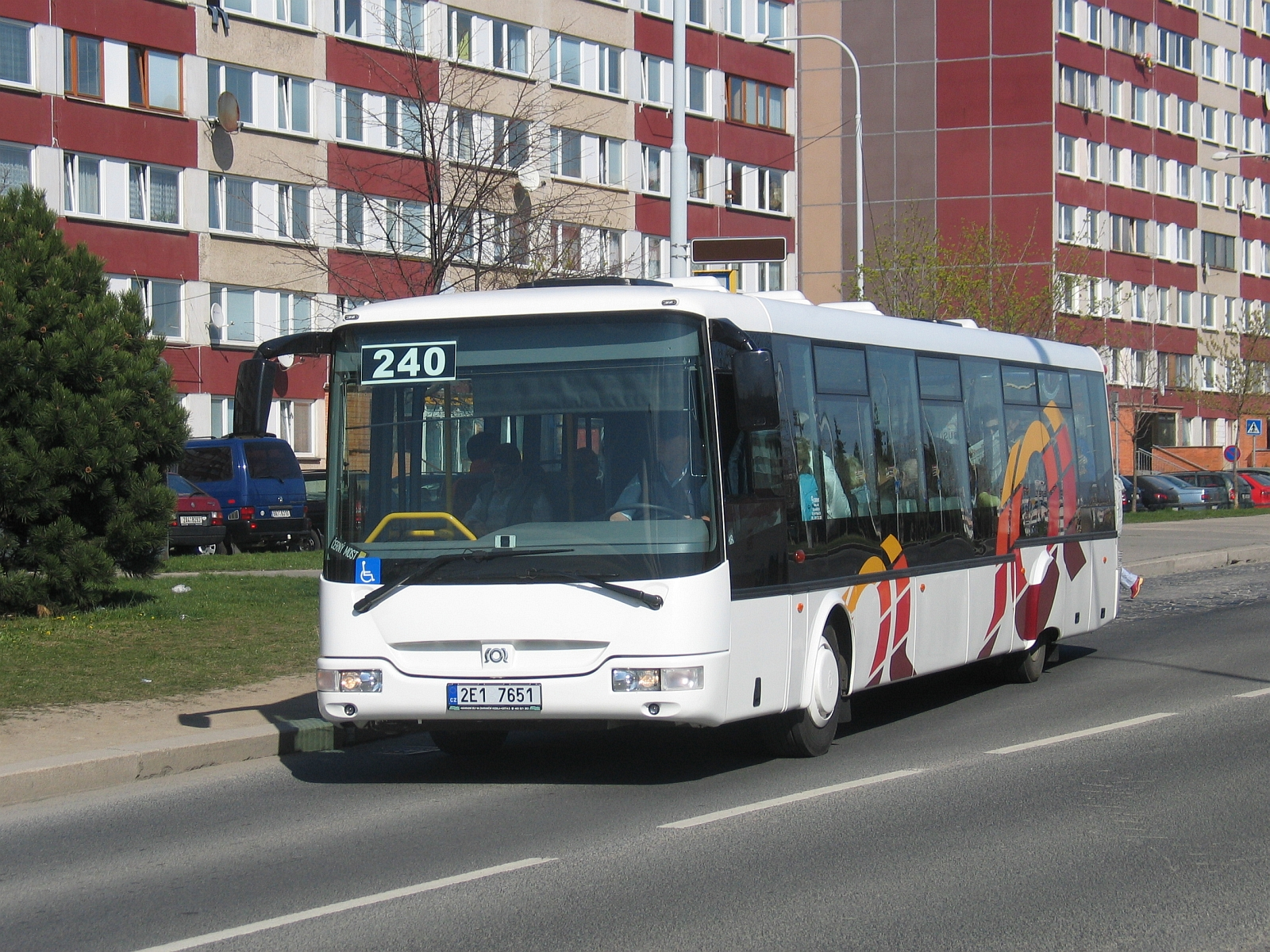
První prototyp SORu NB 12 v Praze

Prototypový exemplář autobusu SOR NB 12 byl vyroben roku 2006, v červnu toho roku byl prezentován na brněnském veletrhu Autotec a následně byl k vidění ve městech České i Slovenské republiky na zkušebních a předváděcích jízdách. Poté byl odkoupen firmou ČSAD Semily a jezdil v rámci českolipské MHD, začátkem roku 2010 však byl i s druhým prototypem (vyroben 2008) zapůjčen do provozu MHD v Jablonci nad Nisou, kde dostaly evidenční čísla 98 a 99. Dopravce BusLine je od konce roku 2010 oba provozoval na linkách MHD v České Lípě a v Liberci. První prototyp se od dalších vozů odlišoval designem, který vycházel z modelu BN 12 (např. přední a zadní čelo), jednomontáží na zadní nápravě, elektrickým ovládáním dveří, jednokřídlými prvními dveřmi či svými rozměry. Druhý prototyp byl již téměř shodný se sériovými vozy.
První dva sériové vozy NB 12 byly v roce 2008 zakoupeny slovenskou společností SAD Liptovský Mikuláš, která je od října 2008 začala provozovat na linkách MHD v Liptovském Mikuláši. V únoru 2009 oznámil Dopravní podnik hl. m. Prahy, že firma SOR Libchavy vyhrála výběrové řízení na dodávku nových autobusů pro Prahu a že model NB 12 má tvořit jeho novou flotilu standardních autobusů.
Již od počátku byla produkována také plynová verze s označením NBG 12, první tři vozy byly na konci roku 2008 dodány společnosti Comett Plus pro MHD v Táboře. Autobus NB 12 byl původně vyráběn pouze ve čtyřdveřové variantě, světová premiéra třídveřové verze proběhla na podzim 2012 na veletrhu v polských Kielcích. Česká premiéra se uskutečnila v listopadu 2012 na veletrhu Czechbus v Praze. V roce 2017 byla vyrobena jediná série dvoudveřových vozů.
Poslední tři autobusy typu NB 12 byly dodány v roce 2022 na Slovensko Dopravnému podniku mesta Prešov. Nejvyšší výrobní číslo 1038 má prešovský vůz evidenčního čísla 427, který se tak stal posledním vyrobeným vozidlem tohoto typu. Výroba modelu NB 12 byla ukončena v prvním čtvrtletí roku 2022, celkem bylo vyrobeno 1024 autobusů NB 12, z toho 103 kusů plynové verze NBG 12. Převážná většina autobusů NB 12 byla čtyřdveřových, třídveřových bylo vyrobeno 126, dvoudveřových pouze osmnáct. Vozy NB 12 nakupovali především čeští dopravci, na Slovensko jich bylo exportováno 158, do Polska 70, do Německa osm a do Bulharska tři. Největším odběratelem se stal Dopravní podnik hl. m. Prahy, který v letech 2009–2021 pořídil celkem 538 vozů NB 12, dalšími velkými provozovateli byli Dopravný podnik mesta Košice (61 ks NB 12, 1 ks NBG 12), Dopravní podnik města Brna (54 ks NBG 12), Dopravní podnik měst Mostu a Litvínova (47 ks NB 12) a Plzeňské městské dopravní podniky (46 ks NB 12).

## Historické vozy
- Technické muzeum v Brně (vůz SPZ 7T7 2114, ex Arriva autobusy, r. v. 2011)[17]
- DP Praha (v Muzeu MHD vůz ev. č. 3686, r. v. 2011)[18][19]
- soukromá osoba (vůz SPZ 2AC 4159, ex Arriva City, r. v. 2008)[20]
- soukromá osoba (ex DP Praha ev. č. 3603, r. v. 2010)[21]

## Galerie

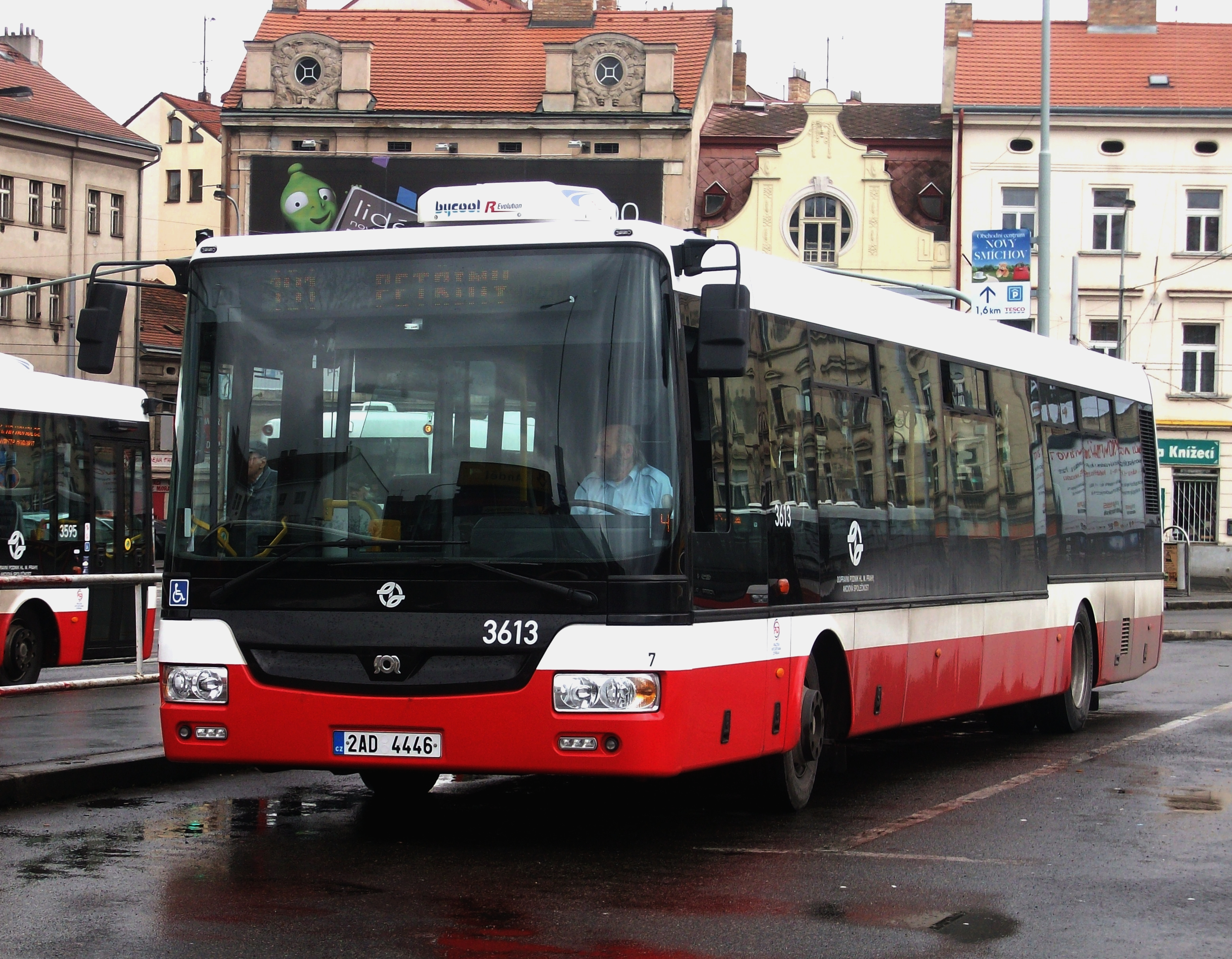
SOR NB 12 v Praze
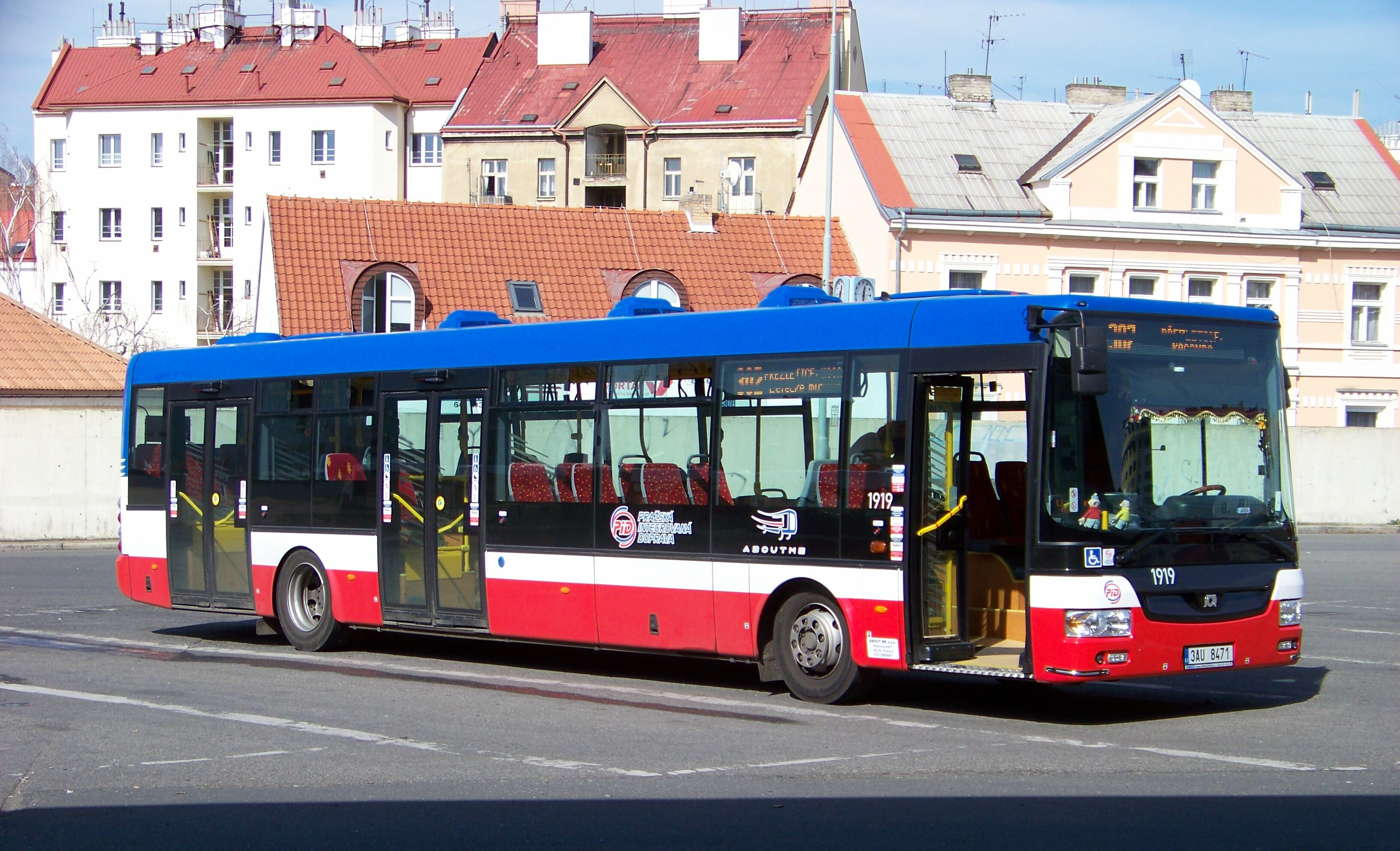
Třídveřová verze NB 12 v Praze
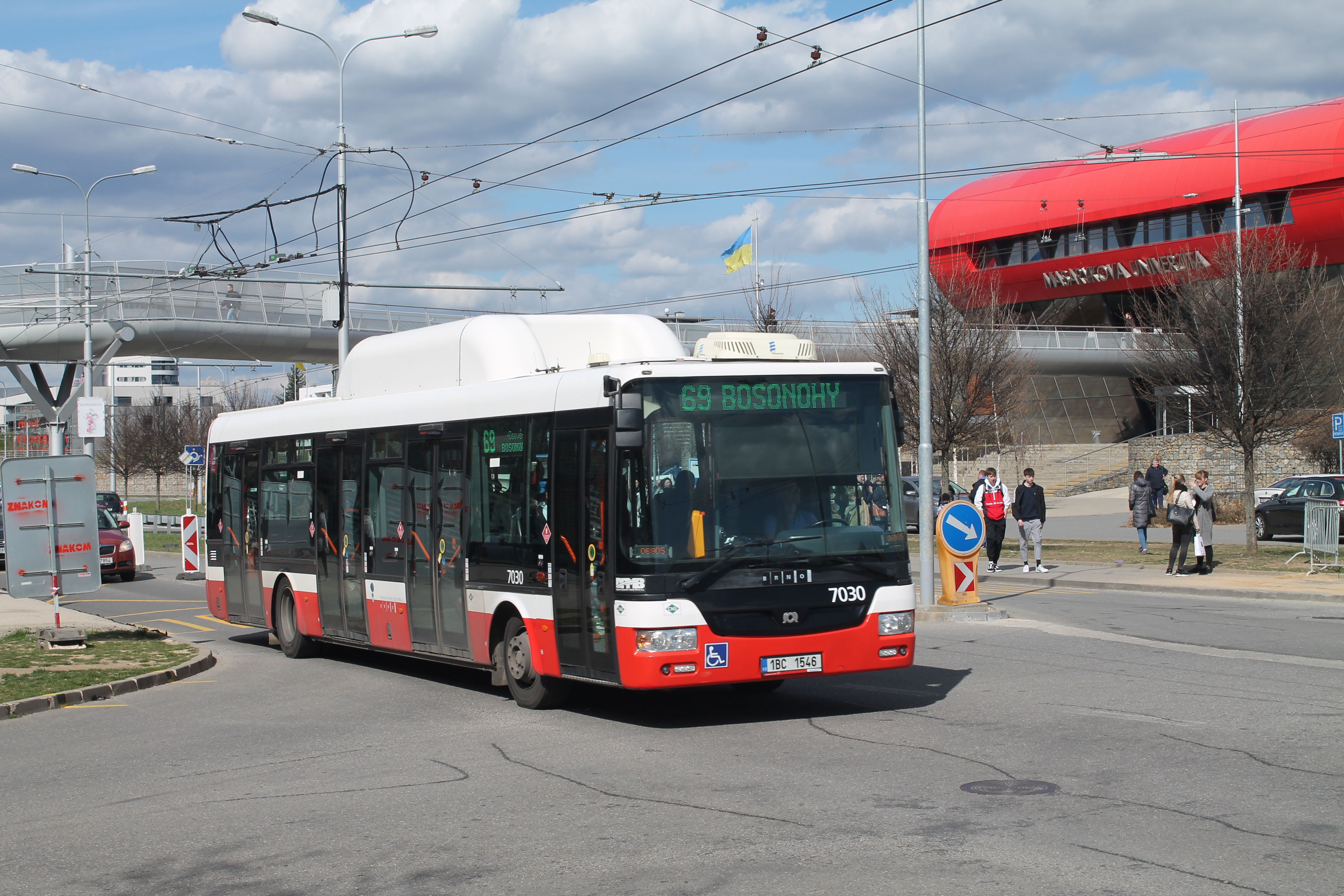
SOR NBG 12 v Brně
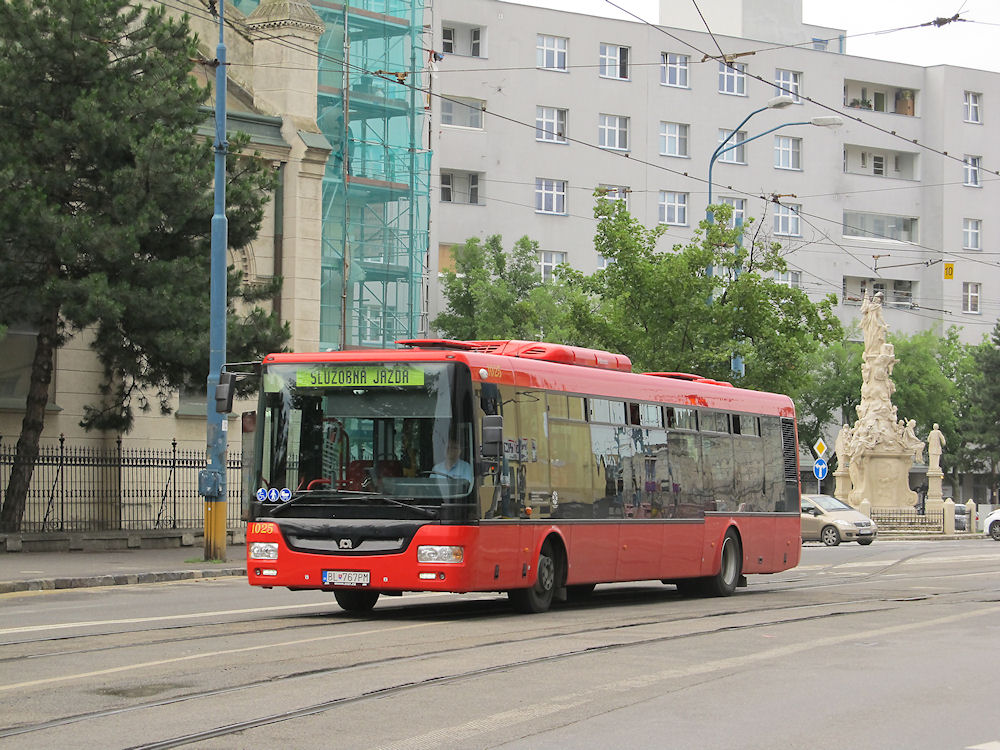
SOR NB 12 v Bratislavě
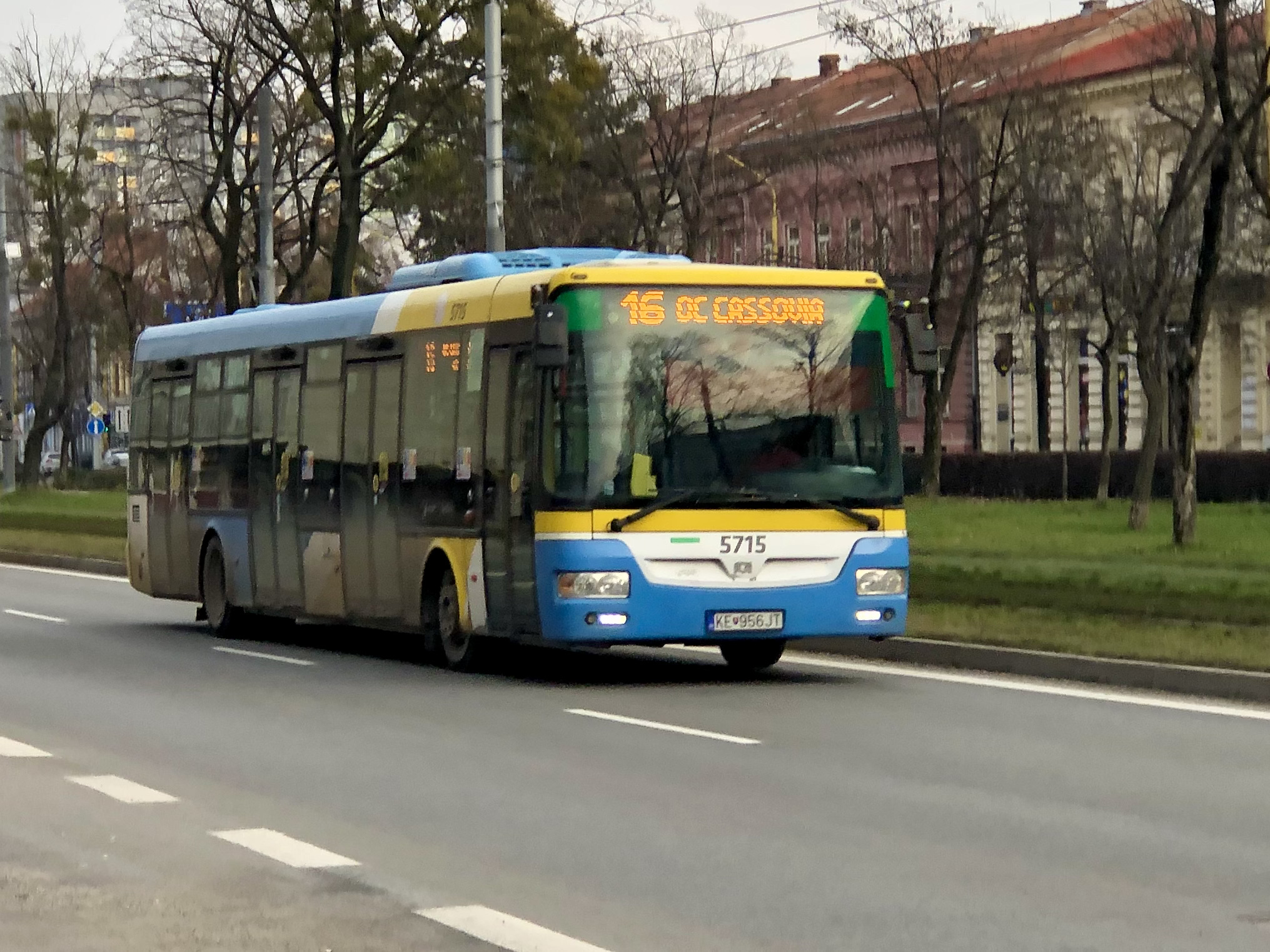
SOR NB 12 v Košicích
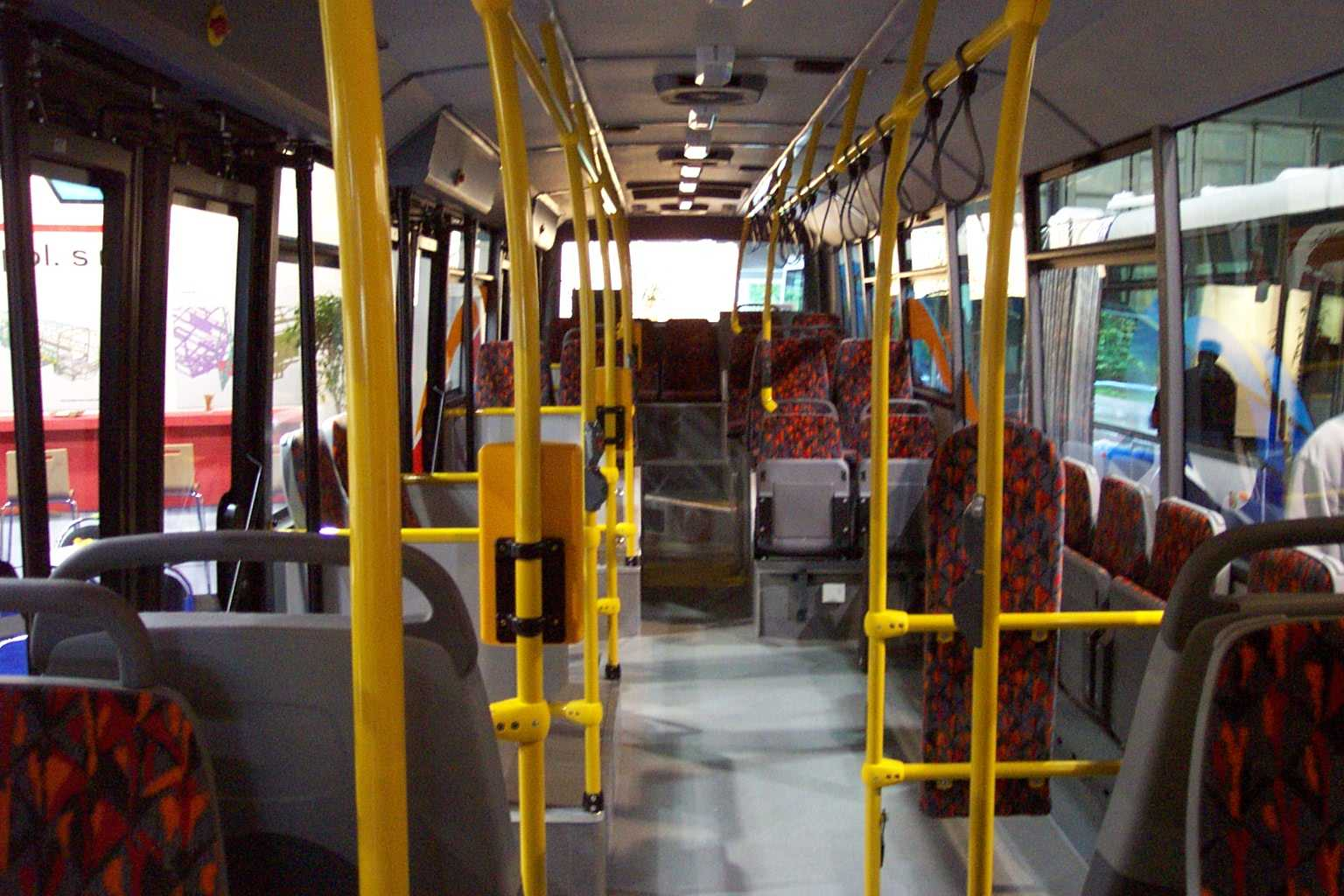
Interiér prvního prototypu
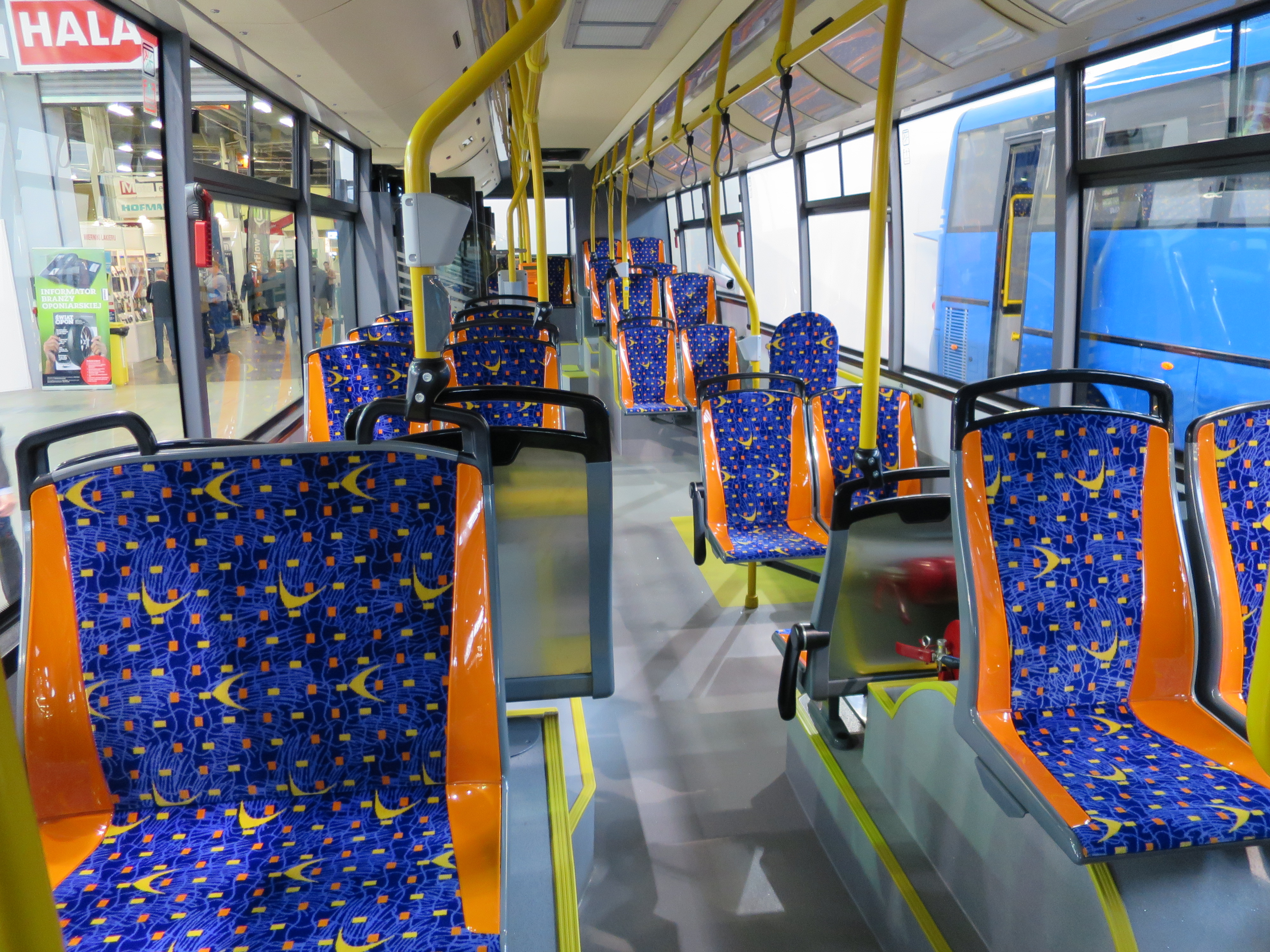
Interiér vozu z roku 2016
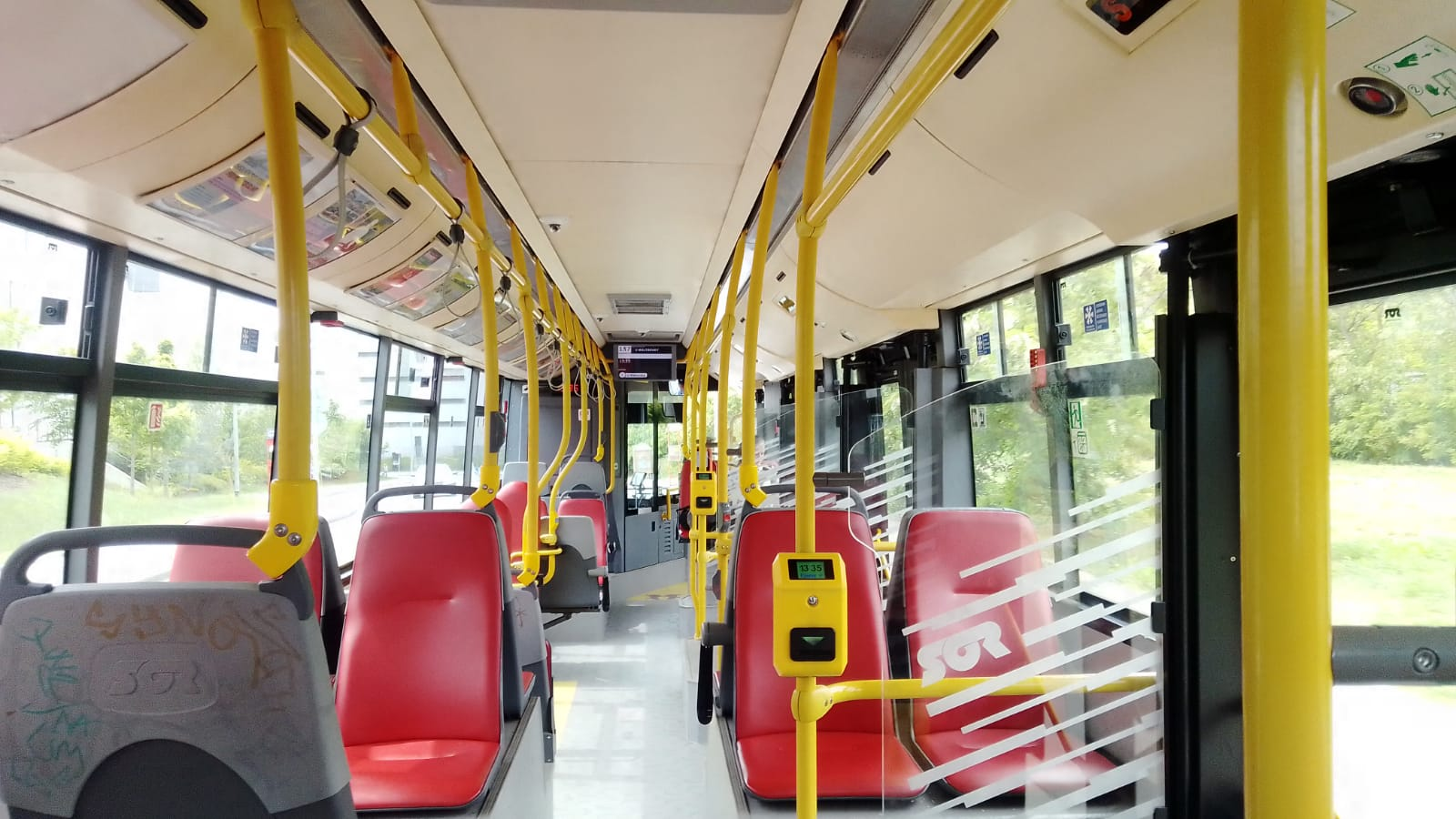
Interiér pražského vozu z roku 2020